# Pancernik (ssaki)
Pancernik (Dasypus) – rodzaj ssaków z podrodziny Dasypodinae w obrębie rodziny pancernikowatych (Dasypodidae).

## Rozmieszczenie geograficzne
Rodzaj obejmuje gatunki występujące w Ameryce.

## Morfologia
Długość ciała (bez ogona) 240–580 mm, długość ogona 120–480 mm, długość ucha 22–57 mm, długość tylnej stopy 45–135 mm; masa ciała 1–10,5 kg.

## Systematyka
Rodzaj zdefiniował w 1758 roku szwedzki przyrodnik Karol Linneusz w 10. wydaniu Systema Naturae publikacji swojego autorstwa poświęconej systematyce zwierząt i roślin. Linnaeus wymienił kilka gatunków – Dasypus novemcinctus, D. septemcinctus, D. sexcinctus, D. Unicinctus i D. tricinctus – z których gatunkiem typowym jest (Linneuszowska tautonimia) D. novemcinctus (pancernik dziewięciopaskowy).

### Etymologia
- Dasypus (Dasipus): gr. δασυπους dasupous ‘włochato-nogi’, od δασυς dasus ‘włochaty, kudłaty’; πους pous, ποδος podos ‘stopa’[29].
- Cataphractus: καταφρακτος kataphraktos ‘schowany, zamknięty’, od κατα kata ‘naprzeciw’; φρακτος phraktos ‘chroniony, zabezpieczony’, od φρασσω phrassō ‘wzmocnić’[30]. Gatunek typowy: Dasypus novemcinctus Linnaeus, 1758.
- Tatu (Tatus, Tatua): fr. tatou, hiszp. tato, port. tatu ‘pancernik’ (rodzime nazwy pancernika w Paragwaju i innych częściach Ameryki Południowej)[31]. Gatunek typowy (oznaczenie monotypowe): Dasypus novemcinctus Linnaeus, 1758.
- Loricatus: łac. loricatus „opancerzony”, od lorica ‘pancerz, metalowy napierśnik’, od lorum, lori ‘rzemień’[32].  Gatunek typowy: Loricatus niger Desmarest, 1803 (= Dasypus novemcinctus Linnaeus, 1758).
- Tatusia: fr. tatusie ‘pancernik’, od tatu (fr. tatou, hiszp. tato, port. tatu ‘pancernik’ (rodzime nazwy pancernika w Paragwaju i innych częściach Ameryki Południowej))[31]. Gatunek typowy: Lesson wymienił kilka gatunków – Tatusia apar Lesson, 1827 (= Loricatus matacus Desmarest, 1804), Tatusia peba Lesson, 1827 (= Dasypus novemcinctus Linnaeus, 1758), Loricatus hybridus[g] Desmarest, 1804, Loricatus tatouay Desmarest, 1804, Tatusia minuta Lesson, 1827 (= Loricatus pichiy Desmarest, 1804), Loricatus villosus Desmarest, 1804 i Tatusia quadricincta Lesson, 1827 (= Dasypus tricinctus Linnaeus, 1758) – z których gatunkiem typowym jest (późniejsze oznaczenie)[33] Dasypus peba Desmarest, 1822 (= Dasypus novemcinctus Linnaeus, 1758).
- Cachicamus (Cachicama): fr. cachicame ‘pancernik dziewięciopaskowy’, od rodzimej nazwy cachicamo ludów znad Orinoko dla pancernika, zaadaptowanej przez Buffona w 1763 roku[34]. Gatunek typowy: McMurtrie wymienił dwa gatunki – Dasypus novemcinctus Linnaeus, 1758 i Dasypus septemcinctus Linnaeus, 1758 – z których gatunkiem typowym jest (późniejsze oznaczenie)[33] Dasypus novemcinctus Linnaeus, 1758.
- Zonoplites: gr. ζωνη zōnē ‘pas’; ὁπλιτης hoplitēs ‘ciężkozbrojny, uzbrojony, hoplita’[35]. Gatunek typowy: nie wyzanczony.
- Praopus: gr. πραος praos ‘miękki, delikatny’; πους pous, ποδος podos ‘stopa’[36]. Gatunek typowy (oznaczenie monotypowe): Dasypus longicaudus Wied-Neuwied, 1826 (= Dasypus novemcinctus Linnaeus, 1758).
- Cryptophractus: gr. κρυπτος kruptos ‘ukryty’; φρακτος phraktos ‘chroniony, zabezpieczony’, od φρασσω phrassō ‘wzmocnić’[37]. Gatunek typowy (oznaczenie monotypowe): Cryptophractus pilosus Fitzinger, 1856.
- Hyperoambon: gr. ὑπεωρα hupeōra ‘podniebienie’; αμβων ambōn ‘krawędź, brzeg’[38]. Gatunek typowy: Peters wymienił dwa gatunki – Dasypus pentadactylus W.C.H. Peters, 1865 (= Dasypus kappleri Krauss, 1862) i Dasypus peba Desmarest, 1822 (= Dasypus novemcinctus Linnaeus, 1758) – z których gatunkiem typowym jest (późniejsze oznaczenie)[39] Dasypus pentadactylus Peters, 1864 (= Dasypus kappleri Krauss, 1862).
- Muletia (Mulletia, Mulietia): fr. mulet ‘muł’, od nazwy zwyczajowej „Tatou mulet” która nawiązuje do uszu pancernika pampasowego, które jednak nie są większe niż u niektórych innych gatunków pancerników[40]. Gatunek typowy (oznaczenie monotypowe): Dasypus septemcinctus:[h] J.E. Gray, 1874 (= Loricatus hybridus[g] Desmarest, 1804).
- Mamtatusiusus: modyfikacja zaproponowana przez meksykańskiego przyrodnika Alfonso Luisa Herrerę w 1899 roku polegająca na dodaniu do nazwy rodzaju przedrostka Mam (od Mammalia)[41].

### Podział systematyczny
Do rodzaju należą następujące występujące współcześnie gatunki zgrupowane w trzech podrodzajach:
| Podrodzaj   | Grafika | Gatunek               | Autor i rok opisu                                                   | Nazwa zwyczajowa            | Podgatunki         | Rozmieszczenie geograficzne | Podstawowe wymiary                            | Status IUCN |
| ----------- | ------- | --------------------- | ------------------------------------------------------------------- | --------------------------- | ------------------ | --- | --------------------------------------------- | ----------- |
| Hyperoambon |         | Dasypus beniensis     | Lönnberg, 1942                                                      |                             | gatunek monotypowy | niziny Amazonii, na południe od rzeki Amazonka (Brazylia, północno-wschodnie Peru i północna Boliwia)                                                                                       | DC: 55–56 cm DO: 35–40 cm MC: około kg        | NE          |
| Hyperoambon |         | Dasypus pastasae      | O. Thomas, 1901                                                     |                             | gatunek monotypowy | wschodnie Andy (Kolumbia, Ekwador i Peru), Wenezuela (na południe od rzeki Orinoko) oraz zachodnia Nizina Amazonki (Brazylia, północno-zachodnia Boliwia, na północ od rzeki Madre de Dios) | DC: 48–58 cm DO: 37–48 cm MC: 5,9–9,8 kg      | NE          |
| Hyperoambon |         | Dasypus kappleri      | Krauss, 1862                                                        | pancernik większy           | gatunek monotypowy | Wyżyna Gujańska (wschodnia Wenezula, region Gujana i północno-wschidnia Brazylia) | DC: 50–90 cm DO: 30–43 cm MC: 4–15 kg         | LC          |
| Muletia     |         | Dasypus septemcinctus | Linnaeus, 1758                                                      | pancernik siedmiopaskowy    | 3 podgatunki       | od dolnej części Niziny Amazonki na południe do stanu Rio Grande do Sul (Brazylia) i Urugwaju, na zachód do Gran Chaco (wschodnia Boliwia, Paragwaj i północna Argentyna)                   | DC: 24–31 cm DO: 12–17 cm MC: 1–1,5 kg        | LC          |
| Dasypus     |         | Dasypus pilosus       | (Fitzinger, 1856)                                                   | pancernik włochaty          | gatunek monotypowy | endemit Peru: wschodnie zbocza Andów (region Amazonas do regionu Junín, być może region Cajamarca); zakres wysokości: 2000–3500 m n.p.m.                                                    | DC: 32–44 cm DO: 24–31 cm MC: 1–1,5 kg        | DD          |
| Dasypus     |         | Dasypus sabanicola    | Mondolfi, 1968                                                      | pancernik nizinny           | gatunek monotypowy | llanos w Kolumbii i Wenezueli; zakres wysokości: 25–500 m n.p.m. | DC: 25–31 cm DO: 17–21 cm MC: 1–2 kg          | NT          |
| Dasypus     |         | Dasypus mazzai        | Yepes, 1933                                                         | pancernik reliktowy         | gatunek monotypowy | endemit Argentyny: znany tylko z prowincji Jujuy i Salta; zakres wysokości: 440–1800 m n.p.m.                                                                                               | DC: około 31 cm DO: 18–23 cm MC: 2–2,5 kg     | NE          |
| Dasypus     |         | Dasypus novemcinctus  | Linnaeus, 1758                                                      | pancernik dziewięciopaskowy | gatunek monotypowy | od wschodnich zboczy Andów w Ekwadorze, Kolumbii i Wenezueli do Brazylii, Peru, Boliwii, Paragwaju, Urugwaju i północnej Argentyny; zakres wysokości: poniżej 3000 m n.p.m.                 | DC: 28,5–50 cm DO: 11,5–45 cm MC: 1,5–6,5 kg  | LC          |
| Dasypus     |         | Dasypus mexicanus     | W.C.H. Peters, 1865                                                 |                             | gatunek monotypowy | od środkowo-wschodnich Stanów Zjednoczonych przez Amerykę Środkową do Kostaryki | DC: 38–45 cm DO: 30,5–43 cm MC: brak danych   | NE          |
| Dasypus     |         | Dasypus fenestratus   | W.C.H. Peters, 1865                                                 |                             | gatunek monotypowy | od Kostaryki, przez Panamę (w tym wyspa Barro Colorado) do zachodnich zboczy Andów w Ekwadorze, Kolumbii i Wenezueli                                                                        | DC: około 38 cm DO: 26,2–55 cm MC: 2,2–4,2 kg | NE          |
| Dasypus     |         | Dasypus guianensis    | Barthe, Feijó, de Thoisy, Catzeflis, Billet, Hautier & Delsuc, 2024 |                             | gatunek monotypowy | Wyżyna Gujańska na północ do dolnego biegu rzeki Amazonka i na wschód od rzeki Rio Negro (północna Brazylia) do regionu Gujana, na wschód od rzeki Orinoko w Wenezueli                      | DC: 45–58 cm DO: 34–46 cm MC: 5,6–6,5 kg      | NE          |

Kategorie IUCN:  LC  – gatunek najmniejszej troski,  NT  – gatunek bliski zagrożenia,  DD  – gatunki o nieokreślonym stopniu zagrożenia;  NE  – gatunki niepoddane jeszcze ocenie.
Opisano również gatunki wymarłe:
- Dasypus bellus (Simpson, 1929)[45] (Stany Zjednoczone; plejstocen)
- Dasypus laevisculptus Rovereto, 1914[46] (Argentyna; miocen/pliocen)
- Dasypus neogaeus (Ameghino, 1891[47] (Argentyna; miocen)
- Dasypus punctatus Lund, 1839[48] (Brazylia; czwartorzęd)